# Grand Prix Rosji 2020
Grand Prix Rosji 2020, oficjalnie Formula 1 VTB Russian Grand Prix 2020 – dziesiąta runda Mistrzostw Świata Formuły 1 w sezonie 2020. Grand Prix odbyło się w dniach 25–27 września 2020 na torze Sochi Autodrom w Soczi. Wyścig wygrał Valtteri Bottas (Mercedes), a na podium stanęli także kolejno Max Verstappen (Red Bull) i po starcie z pole position Lewis Hamilton (Mercedes).

## Tło
Pierwotny kalendarz Formuły 1 na sezon 2020 zakładał organizację 22 eliminacji. Jednakże w związku z pandemią COVID-19 znacznie przeprojektowano kalendarz. 10 lipca potwierdzono o dodaniu Grand Prix Rosji do kalendarza.

## Lista startowa
| Nr          | Kierowca           | Zespół                        | Samochód                           | Silnik                      | Opony |
| ----------- | ------------------ | ----------------------------- | ---------------------------------- | --------------------------- | ----- |
| 3           | Daniel Ricciardo   | Renault DP World F1 Team      | Renault R.S.20                     | Renault E-Tech 20 1,6 V6T   | P     |
| 4           | Lando Norris       | McLaren F1 Team               | McLaren MCL35                      | Renault E-Tech 20 1,6 V6T   | P     |
| 5           | Sebastian Vettel   | Scuderia Ferrari              | Ferrari SF1000                     | Ferrari 065 1,6 V6T         | P     |
| 6           | Nicholas Latifi    | Williams Racing               | Williams FW43                      | Mercedes-AMG F1 M11 1,6 V6T | P     |
| 7           | Kimi Räikkönen     | Alfa Romeo Racing ORLEN       | Alfa Romeo C39                     | Ferrari 065 1,6 V6T         | P     |
| 8           | Romain Grosjean    | Haas F1 Team                  | Haas VF-20                         | Ferrari 065 1,6 V6T         | P     |
| 10          | Pierre Gasly       | Scuderia AlphaTauri Honda     | AlphaTauri AT01                    | Honda RA620H 1,6 V6T        | P     |
| 11          | Sergio Pérez       | BWT Racing Point F1 Team      | Racing Point RP20                  | BWT Mercedes 1,6 V6T        | P     |
| 16          | Charles Leclerc    | Scuderia Ferrari              | Ferrari SF1000                     | Ferrari 065 1,6 V6T         | P     |
| 18          | Lance Stroll       | BWT Racing Point F1 Team      | Racing Point RP20                  | BWT Mercedes 1,6 V6T        | P     |
| 20          | Kevin Magnussen    | Haas F1 Team                  | Haas VF-20                         | Ferrari 065 1,6 V6T         | P     |
| 23          | Alexander Albon    | Aston Martin Red Bull Racing  | Red Bull RB16                      | Honda RA620H 1,6 V6T        | P     |
| 26          | Daniił Kwiat       | Scuderia AlphaTauri Honda     | AlphaTauri AT01                    | Honda RA620H 1,6 V6T        | P     |
| 31          | Esteban Ocon       | Renault DP World F1 Team      | Renault R.S.20                     | Renault E-Tech 20 1,6 V6T   | P     |
| 33          | Max Verstappen     | Aston Martin Red Bull Racing  | Red Bull RB16                      | Honda RA620H 1,6 V6T        | P     |
| 44          | Lewis Hamilton     | Mercedes-AMG Petronas F1 Team | Mercedes-AMG F1 W11 EQ Performance | Mercedes-AMG F1 M11 1,6 V6T | P     |
| 55          | Carlos Sainz Jr.   | McLaren F1 Team               | McLaren MCL35                      | Renault E-Tech 20 1,6 V6T   | P     |
| 63          | George Russell     | Williams Racing               | Williams FW43                      | Mercedes-AMG F1 M11 1,6 V6T | P     |
| 77          | Valtteri Bottas    | Mercedes-AMG Petronas F1 Team | Mercedes-AMG F1 W11 EQ Performance | Mercedes-AMG F1 M11 1,6 V6T | P     |
| 99          | Antonio Giovinazzi | Alfa Romeo Racing ORLEN       | Alfa Romeo C39                     | Ferrari 065 1,6 V6T         | P     |
| Źródło: FIA |                    |                               |                                    |                             |       |

## Wyniki

### Zwycięzcy sesji treningowych
| Sesja       | Nr | Kierowca        | Konstruktor | Czas     | Okr. |
| ----------- | -- | --------------- | ----------- | -------- | ---- |
| 1           | 77 | Valtteri Bottas | Mercedes    | 1:34,923 | 13   |
| 2           | 77 | Valtteri Bottas | Mercedes    | 1:33,519 | 37   |
| 3           | 44 | Lewis Hamilton  | Mercedes    | 1:33,279 | 16   |
| Źródło: FIA |    |                 |             |          |      |

### Kwalifikacje
| P                    | Nr | Kierowca           | Konstruktor               | Czasy w kwalifikacjach | Czasy w kwalifikacjach | Czasy w kwalifikacjach | Poz. s. |
| P                    | Nr | Kierowca           | Konstruktor               | Q1                     | Q2                     | Q3                     | Poz. s. |
| -------------------- | -- | ------------------ | ------------------------- | ---------------------- | ---------------------- | ---------------------- | ------- |
| 1                    | 44 | Lewis Hamilton     | Mercedes                  | 1:32,983               | 1:32,835               | 1:31,304               | 1       |
| 2                    | 33 | Max Verstappen     | Red Bull Racing-Honda     | 1:33,630               | 1:33,157               | 1:31,867               | 2       |
| 3                    | 77 | Valtteri Bottas    | Mercedes                  | 1:32,656               | 1:32,405               | 1:31,956               | 3       |
| 4                    | 11 | Sergio Pérez       | Racing Point-BWT Mercedes | 1:33,704               | 1:33,038               | 1:32,317               | 4       |
| 5                    | 3  | Daniel Ricciardo   | Renault                   | 1:33,650               | 1:32,218               | 1:32,364               | 5       |
| 6                    | 55 | Carlos Sainz Jr.   | McLaren-Renault           | 1:33,967               | 1:32,757               | 1:32,550               | 6       |
| 7                    | 31 | Esteban Ocon       | Renault                   | 1:33,557               | 1:33,196               | 1:32,624               | 7       |
| 8                    | 4  | Lando Norris       | McLaren-Renault           | 1:33,804               | 1:33,081               | 1:32,847               | 8       |
| 9                    | 10 | Pierre Gasly       | AlphaTauri-Honda          | 1:33,734               | 1:33,139               | 1:33,000               | 9       |
| 10                   | 23 | Alexander Albon    | Red Bull Racing-Honda     | 1:33,919               | 1:33,153               | 1:33,008               | 15      |
| 11                   | 16 | Charles Leclerc    | Ferrari                   | 1:34,071               | 1:33,239               |                        | 10      |
| 12                   | 26 | Daniił Kwiat       | AlphaTauri-Honda          | 1:33,511               | 1:33,249               |                        | 11      |
| 13                   | 18 | Lance Stroll       | Racing Point-BWT Mercedes | 1:33,852               | 1:33,364               |                        | 12      |
| 14                   | 63 | George Russell     | Williams-Mercedes         | 1:34,020               | 1:33,583               |                        | 13      |
| 15                   | 5  | Sebastian Vettel   | Ferrari                   | 1:34,134               | 1:33,609               |                        | 14      |
| 16                   | 8  | Romain Grosjean    | Haas-Ferrari              | 1:34,592               |                        |                        | 16      |
| 17                   | 99 | Antonio Giovinazzi | Alfa Romeo-Ferrari        | 1:34,594               |                        |                        | 17      |
| 18                   | 20 | Kevin Magnussen    | Haas-Ferrari              | 1:34,681               |                        |                        | 18      |
| 19                   | 6  | Nicholas Latifi    | Williams-Mercedes         | 1:35,066               |                        |                        | 20      |
| 20                   | 7  | Kimi Räikkönen     | Alfa Romeo-Ferrari        | 1:35,267               |                        |                        | 19      |
| 107% czasu: 1:39,141 |    |                    |                           |                        |                        |                        |         |
| Źródło: FIA          |    |                    |                           |                        |                        |                        |         |

Uwagi
1. ↑  Alexander Albon otrzymał karę cofnięcia o 5 pozycji za nieplanowaną zmianę skrzyni biegów[8].
2. ↑  Nicholas Latifi otrzymał karę cofnięcia o 5 pozycji za nieplanowaną zmianę skrzyni biegów[9].

### Wyścig
| P           | Nr | Kierowca           | Konstruktor               | Okr. | Czas         | Start | +/–       | Punkty |
| ----------- | -- | ------------------ | ------------------------- | ---- | ------------ | ----- | --------- | ------ |
| 1           | 77 | Valtteri Bottas    | Mercedes                  | 53   | 1:34:00,364  | 3     | 2         | 25+1   |
| 2           | 33 | Max Verstappen     | Red Bull Racing-Honda     | 53   | +7,729       | 2     | Bez zmian | 18     |
| 3           | 44 | Lewis Hamilton     | Mercedes                  | 53   | +22,279      | 1     | 2         | 15     |
| 4           | 11 | Sergio Pérez       | Racing Point-BWT Mercedes | 53   | +30,558      | 4     | Bez zmian | 12     |
| 5           | 3  | Daniel Ricciardo   | Renault                   | 53   | +52,065      | 5     | Bez zmian | 10     |
| 6           | 16 | Charles Leclerc    | Ferrari                   | 53   | +1:02,186    | 10    | 4         | 8      |
| 7           | 31 | Esteban Ocon       | Renault                   | 53   | +1:08,006    | 7     | Bez zmian | 6      |
| 8           | 26 | Daniił Kwiat       | AlphaTauri-Honda          | 53   | +1:08,740    | 11    | 3         | 4      |
| 9           | 10 | Pierre Gasly       | AlphaTauri-Honda          | 53   | +1:29,766    | 9     | Bez zmian | 2      |
| 10          | 23 | Alexander Albon    | Red Bull Racing-Honda     | 53   | +1:37,860    | 15    | 5         | 1      |
| 11          | 99 | Antonio Giovinazzi | Alfa Romeo-Ferrari        | 52   | +1 okrążenie | 17    | 6         |        |
| 12          | 20 | Kevin Magnussen    | Haas-Ferrari              | 52   | +1 okrążenie | 18    | 6         |        |
| 13          | 5  | Sebastian Vettel   | Ferrari                   | 52   | +1 okrążenie | 14    | 1         |        |
| 14          | 7  | Kimi Räikkönen     | Alfa Romeo-Ferrari        | 52   | +1 okrążenie | 19    | 5         |        |
| 15          | 4  | Lando Norris       | McLaren-Renault           | 52   | +1 okrążenie | 8     | 7         |        |
| 16          | 6  | Nicholas Latifi    | Williams-Mercedes         | 52   | +1 okrążenie | 20    | 4         |        |
| 17          | 8  | Romain Grosjean    | Haas-Ferrari              | 52   | +1 okrążenie | 16    | 1         |        |
| 18          | 63 | George Russell     | Williams-Mercedes         | 52   | +1 okrążenie | 13    | 5         |        |
| NS          | 55 | Carlos Sainz Jr.   | McLaren-Renault           | 0    | NU (wypadek) | 6     |           |        |
| NS          | 18 | Lance Stroll       | Racing Point-BWT Mercedes | 0    | NU (kolizja) | 12    |           |        |
| Źródło: FIA |    |                    |                           |      |              |       |           |        |

Uwagi
1. ↑  Dodatkowy 1 punkt jest przyznawany kierowcy, który ustanowił najszybsze okrążenie w wyścigu, pod warunkiem, że ukończył wyścig w pierwszej 10.
2. ↑  Daniel Ricciardo otrzymał karę 5 sekund doliczonych do uzyskanego czasu za nieprzestrzeganie się instrukcji dyrektora wyścigu na zakręcie 2, ale nie wpłynęło to na jego pozycję końcową[12].
3. ↑  Alexander Albon otrzymał karę 5 sekund doliczonych do uzyskanego czasu za nieprzestrzeganie się instrukcji dyrektora wyścigu na zakręcie 2, ale nie wpłynęło to na jego pozycję końcową[13].

### Najszybsze okrążenie
| Nr          | Kierowca        | Konstruktor | Czas     | Okr. |
| ----------- | --------------- | ----------- | -------- | ---- |
| 77          | Valtteri Bottas | Mercedes    | 1:37,030 | 51   |
| Źródło: FIA |                 |             |          |      |

### Prowadzenie w wyścigu
| Nr                              | Kierowca        | Konstruktor | Okrążenia | Suma |
| ------------------------------- | --------------- | ----------- | --------- | ---- |
| 44                              | Lewis Hamilton  | Mercedes    | 1–15      | 15   |
| 77                              | Valtteri Bottas | Mercedes    | 16–53     | 38   |
| \| Wykres \| \| ------ \| \| \| |                 |             |           |      |
| Źródło: FIA                     |                 |             |           |      |
| Wykres                          |                 |             |           |      |
|                                 |                 |             |           |      |

## Klasyfikacja po wyścigu

### Kierowcy
Źródło: FIA
| P  | +/− | Kierowca           | Starty | Punkty | P1 | P2 | P3 | PP | NO | NS |
| -- | --- | ------------------ | ------ | ------ | -- | -- | -- | -- | -- | -- |
| 1  | 0   | Lewis Hamilton     | 10     | 205    | 6  | 1  | 1  | 8  | 4  | –  |
| 2  | 0   | Valtteri Bottas    | 10     | 161    | 2  | 3  | 3  | 2  | 2  | –  |
| 3  | 0   | Max Verstappen     | 10     | 125    | 1  | 4  | 2  | –  | 1  | 3  |
| 4  | 0   | Lando Norris       | 10     | 65     | –  | –  | 1  | –  | 1  | –  |
| 5  | 0   | Alexander Albon    | 10     | 64     | –  | –  | 1  | –  | –  | –  |
| 6  | +1  | Daniel Ricciardo   | 10     | 63     | –  | –  | –  | –  | 1  | 1  |
| 7  | +1  | Charles Leclerc    | 10     | 57     | –  | 1  | 1  | –  | –  | 3  |
| 8  | −2  | Lance Stroll       | 10     | 57     | –  | –  | 1  | –  | –  | 3  |
| 9  | 0   | Sergio Pérez       | 8      | 56     | –  | –  | –  | –  | –  | –  |
| 10 | 0   | Pierre Gasly       | 10     | 45     | 1  | –  | –  | –  | –  | 2  |
| 11 | 0   | Carlos Sainz Jr.   | 10     | 41     | –  | 1  | –  | –  | 1  | 3  |
| 12 | 0   | Esteban Ocon       | 10     | 36     | –  | –  | –  | –  | –  | 2  |
| 13 | 0   | Sebastian Vettel   | 10     | 17     | –  | –  | –  | –  | –  | 2  |
| 14 | 0   | Daniił Kwiat       | 10     | 14     | –  | –  | –  | –  | –  | 1  |
| 15 | 0   | Nico Hülkenberg    | 2      | 6      | –  | –  | –  | –  | –  | 1  |
| 16 | 0   | Kimi Räikkönen     | 10     | 2      | –  | –  | –  | –  | –  | 1  |
| 17 | 0   | Antonio Giovinazzi | 10     | 2      | –  | –  | –  | –  | –  | 2  |
| 18 | 0   | Kevin Magnussen    | 10     | 1      | –  | –  | –  | –  | –  | 5  |
| 19 | 0   | Nicholas Latifi    | 10     | 0      | –  | –  | –  | –  | –  | 1  |
| 20 | 0   | George Russell     | 10     | 0      | –  | –  | –  | –  | –  | 2  |
| 21 | 0   | Romain Grosjean    | 10     | 0      | –  | –  | –  | –  | –  | 1  |
| P  | +/− | Kierowca           | Starty | Punkty | P1 | P2 | P3 | PP | NO | NS |

### Konstruktorzy
Źródło: FIA
| P  | +/− | Konstruktor               | Starty | Punkty | P1 | P2 | P3 | PP | NO | NS |
| -- | --- | ------------------------- | ------ | ------ | -- | -- | -- | -- | -- | -- |
| 1  | 0   | Mercedes                  | 20     | 366    | 8  | 4  | 4  | 10 | 6  | –  |
| 2  | 0   | Red Bull Racing-Honda     | 20     | 192    | 1  | 4  | 3  | –  | 1  | 3  |
| 3  | 0   | McLaren-Renault           | 20     | 106    | –  | 1  | 1  | –  | 2  | 3  |
| 4  | 0   | Racing Point-BWT Mercedes | 20     | 104    | –  | –  | 1  | –  | –  | 4  |
| 5  | 0   | Renault                   | 20     | 99     | –  | –  | –  | –  | 1  | 3  |
| 6  | 0   | Ferrari                   | 20     | 74     | –  | 1  | 1  | –  | –  | 5  |
| 7  | 0   | Scuderia AlphaTauri-Honda | 20     | 59     | 1  | –  | –  | –  | –  | 3  |
| 8  | 0   | Alfa Romeo Racing-Ferrari | 20     | 4      | –  | –  | –  | –  | –  | 2  |
| 9  | 0   | Haas-Ferrari              | 20     | 1      | –  | –  | –  | –  | –  | 6  |
| 10 | 0   | Williams-Mercedes         | 20     | 0      | –  | –  | –  | –  | –  | 3  |
| P  | +/− | Konstruktor               | Starty | Punkty | P1 | P2 | P3 | PP | NO | NS |